# Полента

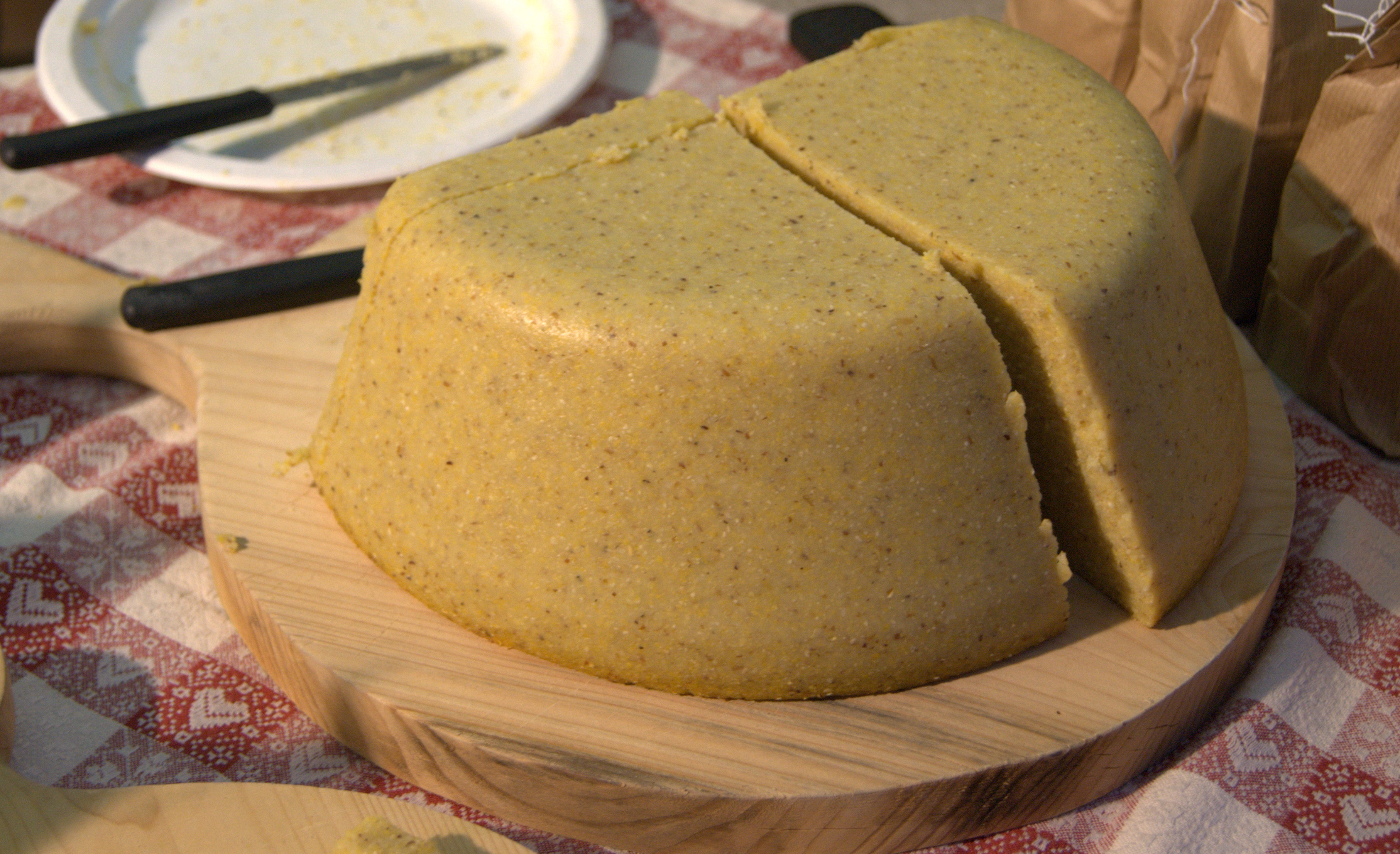
Полента

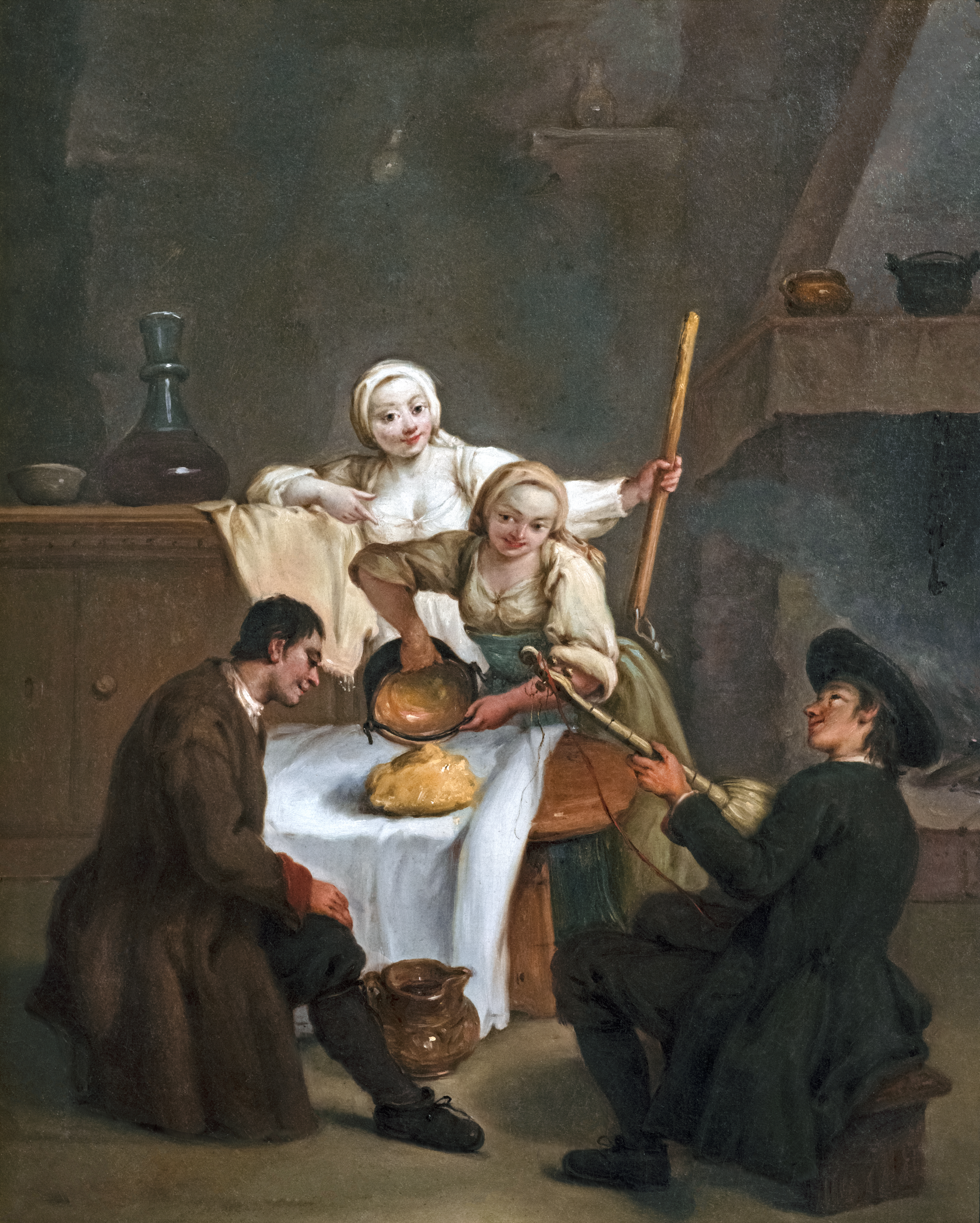
П'єтро Лонгі «Полента» (La Polenta), 1740 р.

Поле́нта (італ. polenta) — італійська страва, яка готується з кукурудзяного борошна і є кашею. Аналогічною стравою в українській кухні є бануш (токан), мамалига чи кулеша.
Поширена в північній Італії, особливо в Ломбардії і Фріулі-Венеція-Джулія; а також в італійській частині Швейцарії. Поширена в Хорватії (особливо в Істрії), Словенії (за назвою «жганці»), Болгарії і Сербії (за назвою «качамак»).
Відома з XVI століття, коли кукурудза була завезена в Європу з Америки.
Первісно полента — проста їжа італійських селян, однак в останній час, з винаходом різних страв на її основі, стала популярною навіть у дорогих ресторанах.
Традиційно полента готується в мідному казані, борошно всипають в окріп, потім мішається дерев'яною ложкою протягом 2-6 хвилин (час приготування залежить від номера помелу борошна. Готова полента має густу консистенцію і повинна триматися на ложці.
На стіл зазвичай подається як гарнір або як окрема страва з різними додатками (грибами, м'ясом, сиром та ін.), у смаженому або запеченому виді і т. д.